# Bunker van Seyss-Inquart (Wassenaar)
De bunker van Seyss-Inquart ligt op landgoed Clingendael en dateert uit de Tweede Wereldoorlog. Hij maakte deel uit van de Stützpunktgruppe Scheveningen (Stützpunkt Clingendael).

## Den Haag - Wassenaar

### Tijdens de oorlog
Terwijl Arthur Seyss-Inquart op landgoed Clingendael woonde, liet hij door de Abteilung Siedlung und Bauten een schuilbunker in het park bouwen aan de grens met landgoed Oosterbeek. Het als boerderij vormgegeven bouwwerk werd 61 bij 30 meter en 20 meter hoog, daarin lag een betonnen "schoenendoos" van 49 bij 17 meter en 15 hoog met 2 meter dikke muren en een 4 meter dik plafond. Vanuit de lucht leek het op een gewone boerderij. De buitenmuren zijn van beton, afgewerkt met bakstenen of beschilderd om op een bakstenen muur te lijken. Op het betonnen dak liggen dakpannen en twee zeer grote "schoorstenen" voor 2 cm Flak afweergeschut.
De bunker (Baupunkt 237) is een schuilbunker en daartegenaan is een dubbele keukenbunker (type 645), beveiligd door 2 meter dikke muren, schietgaten en zware ijzeren deuren van het type 434 P01. Bij de keuken bevindt zich de nooduitgang.
De schuilbunker had op de begane grond de werkkamer van Seyss-Inquart. Er waren nog een paar kamers inclusief een stookkamer en een machinekamer. Onder het dak was een grote zolder, waar de betonnen spanten van het dak nog te zien zijn. Vanuit de zolder had men toegang tot twee observatie- en luchtafweertorens.
In het ernaast gelegen Landgoed Oosterbeek werden vier type 625 bunkers gebouwd, waarvan er thans nog drie aanwezig zijn. Hierin stonden 7,5 cm PAK 40 kanonnen ter verdediging van de in dit deel van het landfront gelegen tankgracht en de commandobunker.

### Na de oorlog
Na de oorlog werd de bunker ook beveiligd door gasdeuren. De Koninklijke Landmacht maakte nog gebruik van de bunker, onder meer om verbinding te houden met Nederlandse troepen overzee. Tijdens de Koude Oorlog werd er rekening mee gehouden dat de Nederlandse regering hier in crisissituaties onderdak moest kunnen vinden.

### Rijksmonument
In 2000 was een eerste openstelling van de bunker voor leden van Stichting Militair Erfgoed. In 2015 gaf de rijksoverheid te kennen dat de bunker een object is "van algemeen belang uit oogpunt van stedenbouwkunde, architectuurhistorie, cultuurhistorie en militaire historie” en daarom onderdeel van het nationaal erfgoed. Deze erkenning als rijksmonument was inclusief bijgebouwen, de keukenbunker, vier Ringstände en betonblokken. Een lopende verkoopprocedure werd opgeschort, maar in juni 2018 werd bekend dat het rijksvastgoedbedrijf, in samenspraak met de gemeente Wassenaar, de bunker ter openbare verkoop wilde aanbieden. De Stichting WO2 Sporen, die zich inzet voor het monument, maakte daar in een zienswijze bij de overheid bezwaar tegen. Zij meende dat een de geschiedenis recht doende bestemming onvoldoende was gegarandeerd. Ook het NIOD en het Cidi hadden vraagtekens bij een openbare verkoop.
Na restauratie in 2019-2020, was de bunker volgens het Rijksvastgoedbedrijf gereed voor de openbare verkoop. Naar verwachting zou die in 2021 gaan plaatsvinden. In maart 2023 echter besloot de gemeenteraad van Wassenaar, de gemeente waarin de bunker ligt, niet meer te werken aan verkoop.  Door aanvullende eisen van de gemeente zijn de mogelijkheden voor de bunker sterk beperkt. In maart 2025 is de bunker uiteindelijk in de verkoop gedaan, als de nieuwe koper "respectvol omgaat met de historische waarden van het complex". Ook moeten "nieuwe functies zich verhouden tot de geschiedenis van de locatie." 

## Apeldoorn
Seyss-Inquart verhuisde zijn kantoor en zijn staf in 1944 naar Apeldoorn. Aan de Loolaan liet hij daartoe in 1943 een ondergrondse commandobunker bouwen in de tuin van een witgeschilderde villa, die als kantoor diende, zie Bunker van Seyss-Inquart (Apeldoorn).

## Galerij

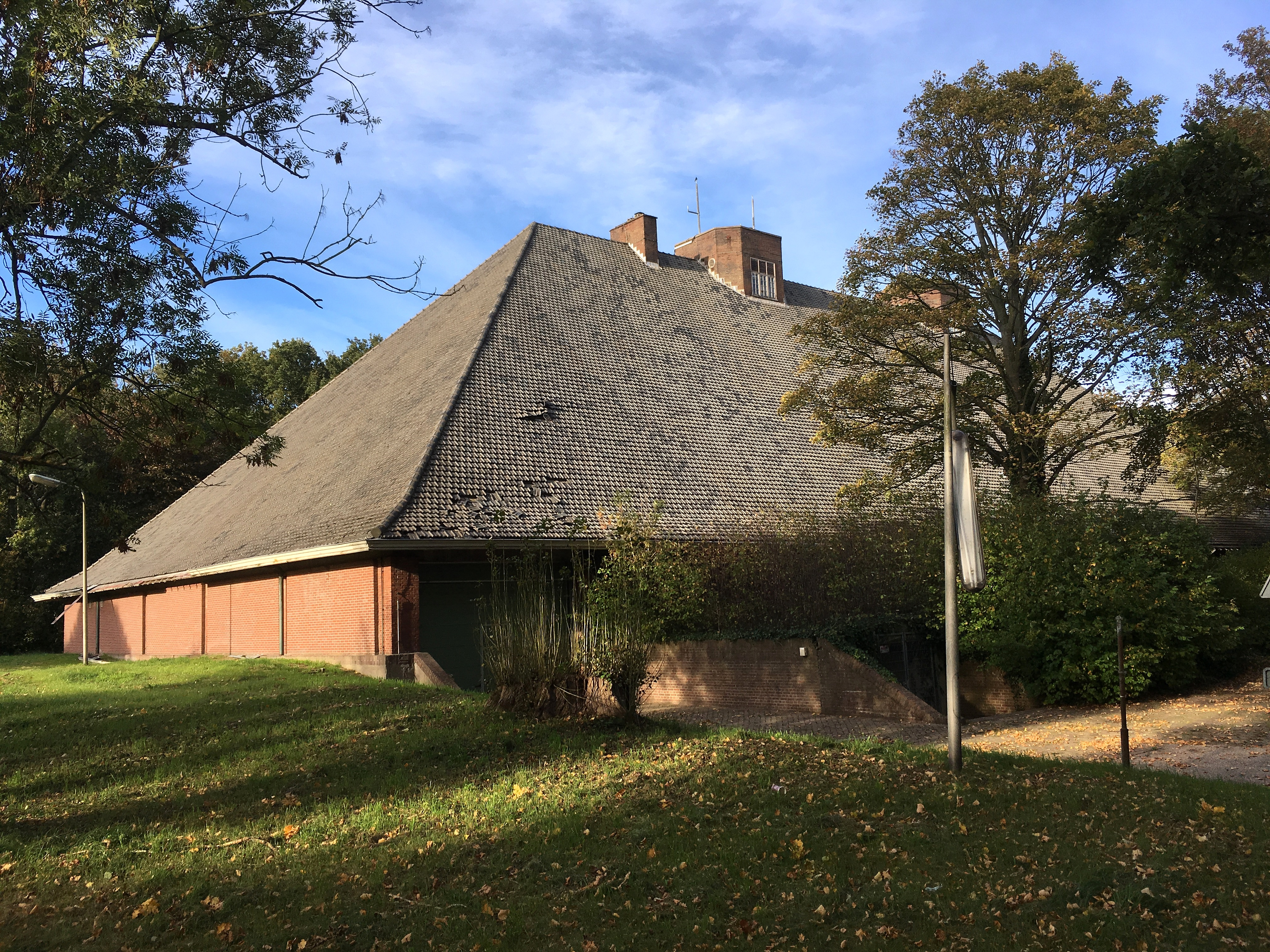
Vanaf het zuiden gezien
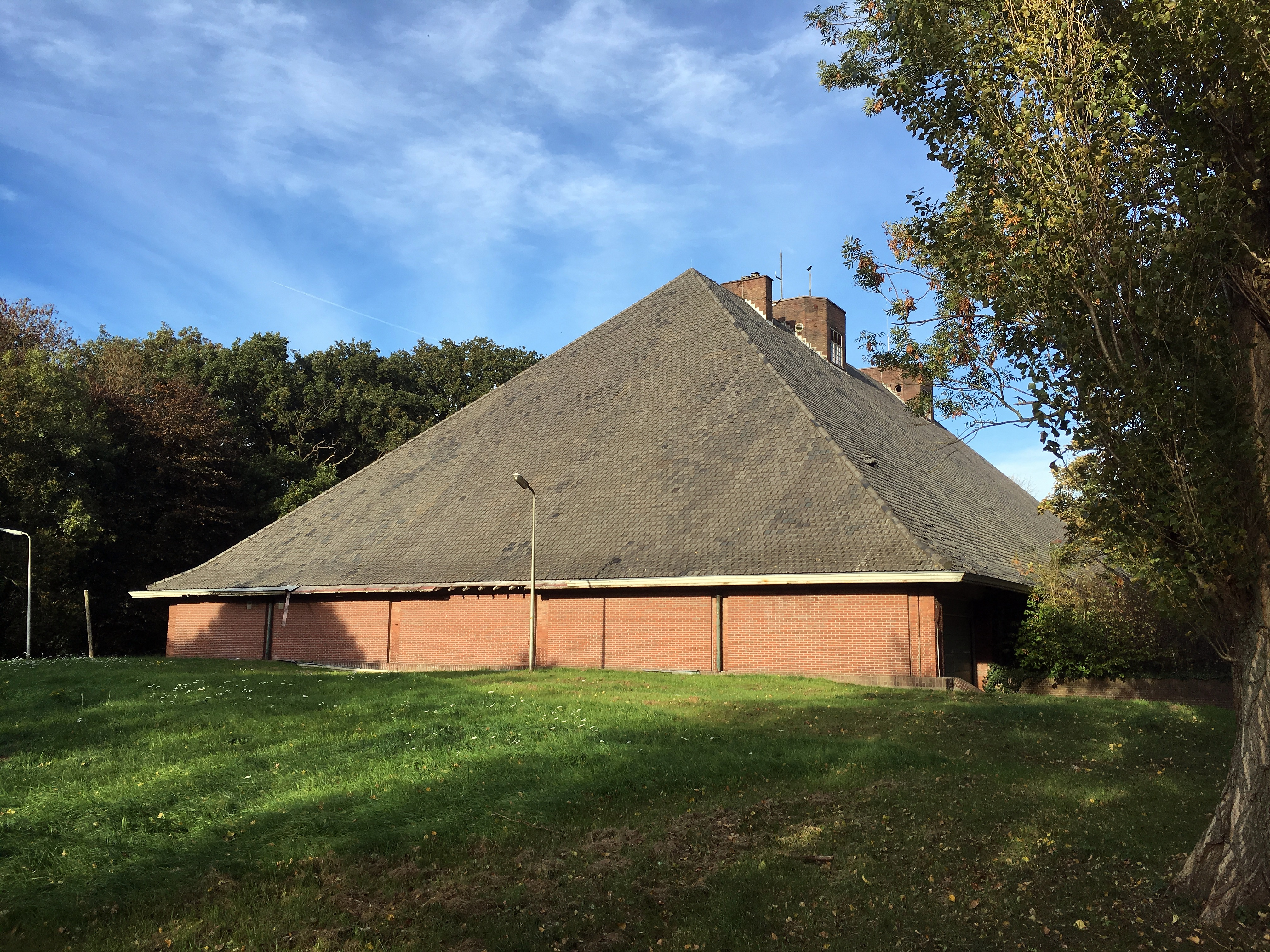
Vanaf het zuiden gezien
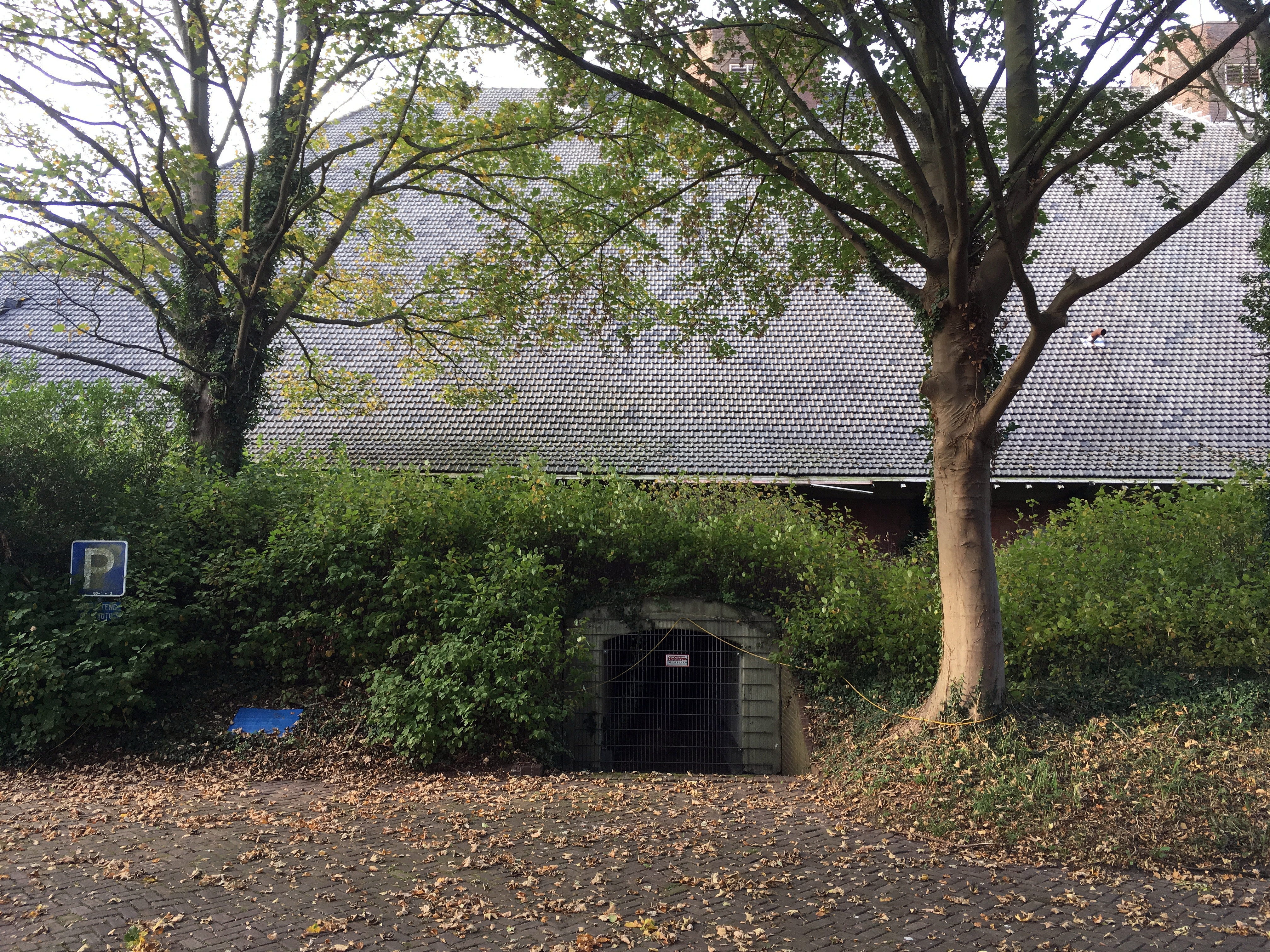
Vanaf het oosten gezien, zijingang
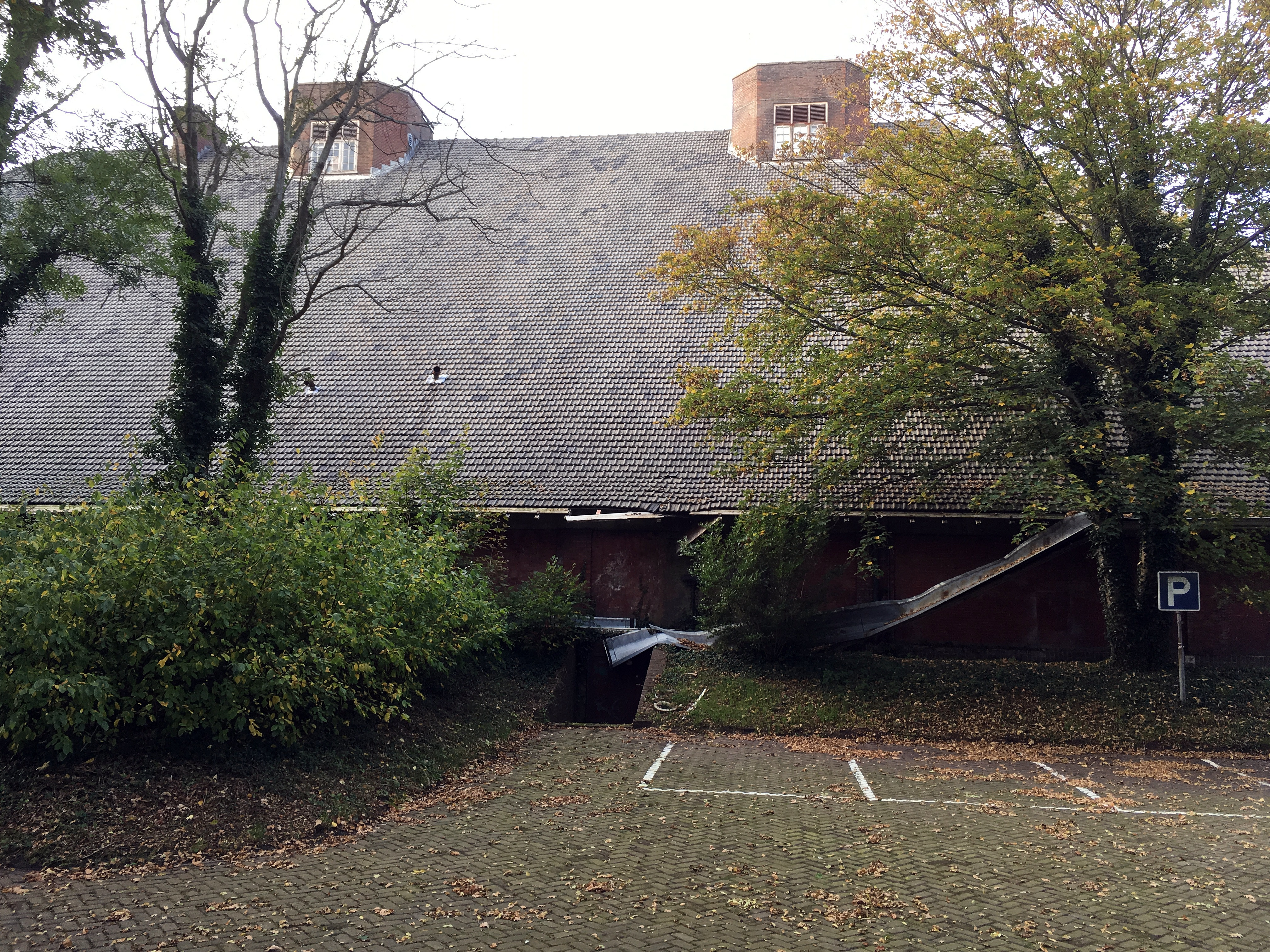
Vanaf het oosten gezien, zijingang
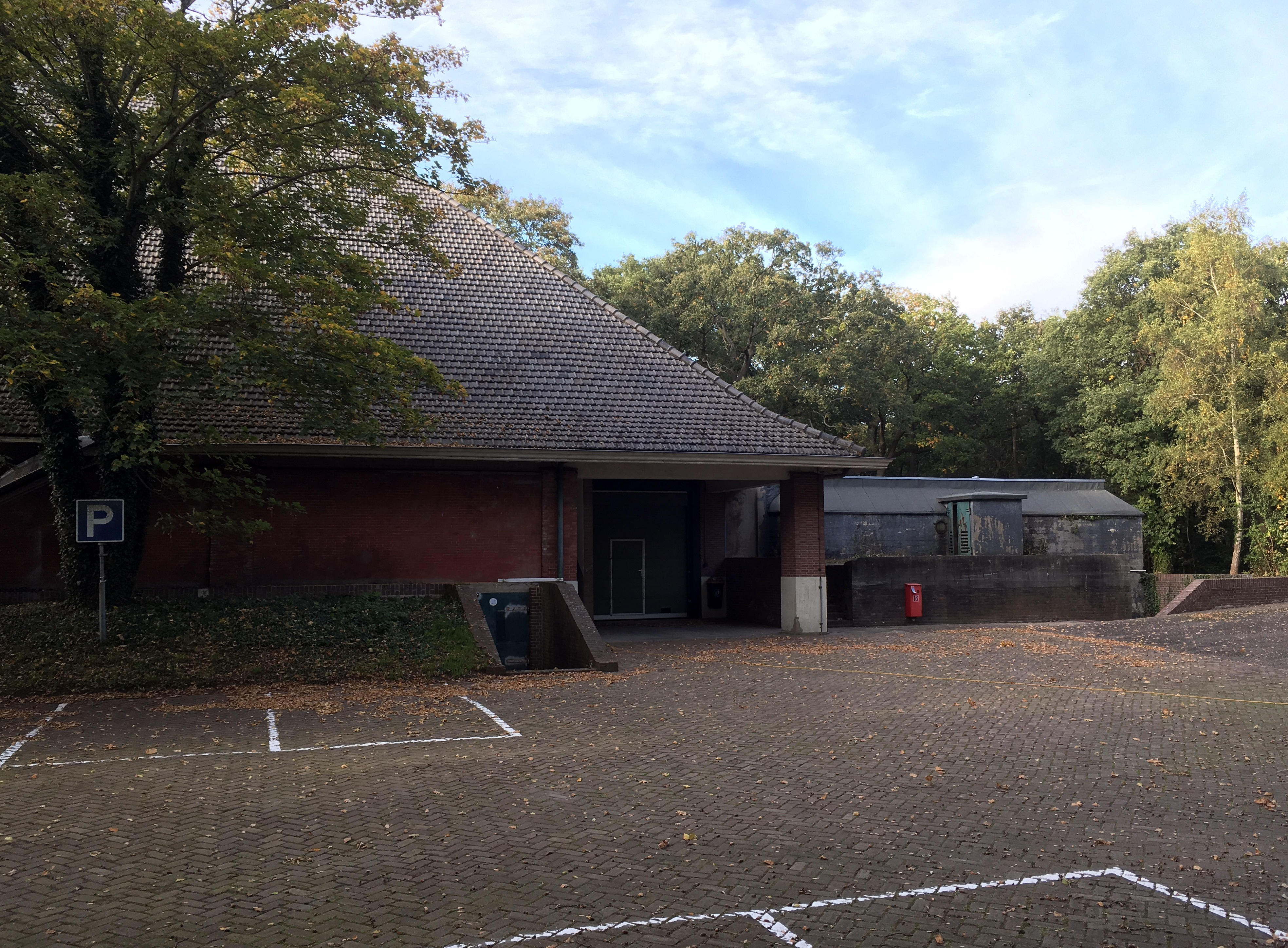
Vanaf het oosten gezien, hoofdingang met ernaast de keukenbunker

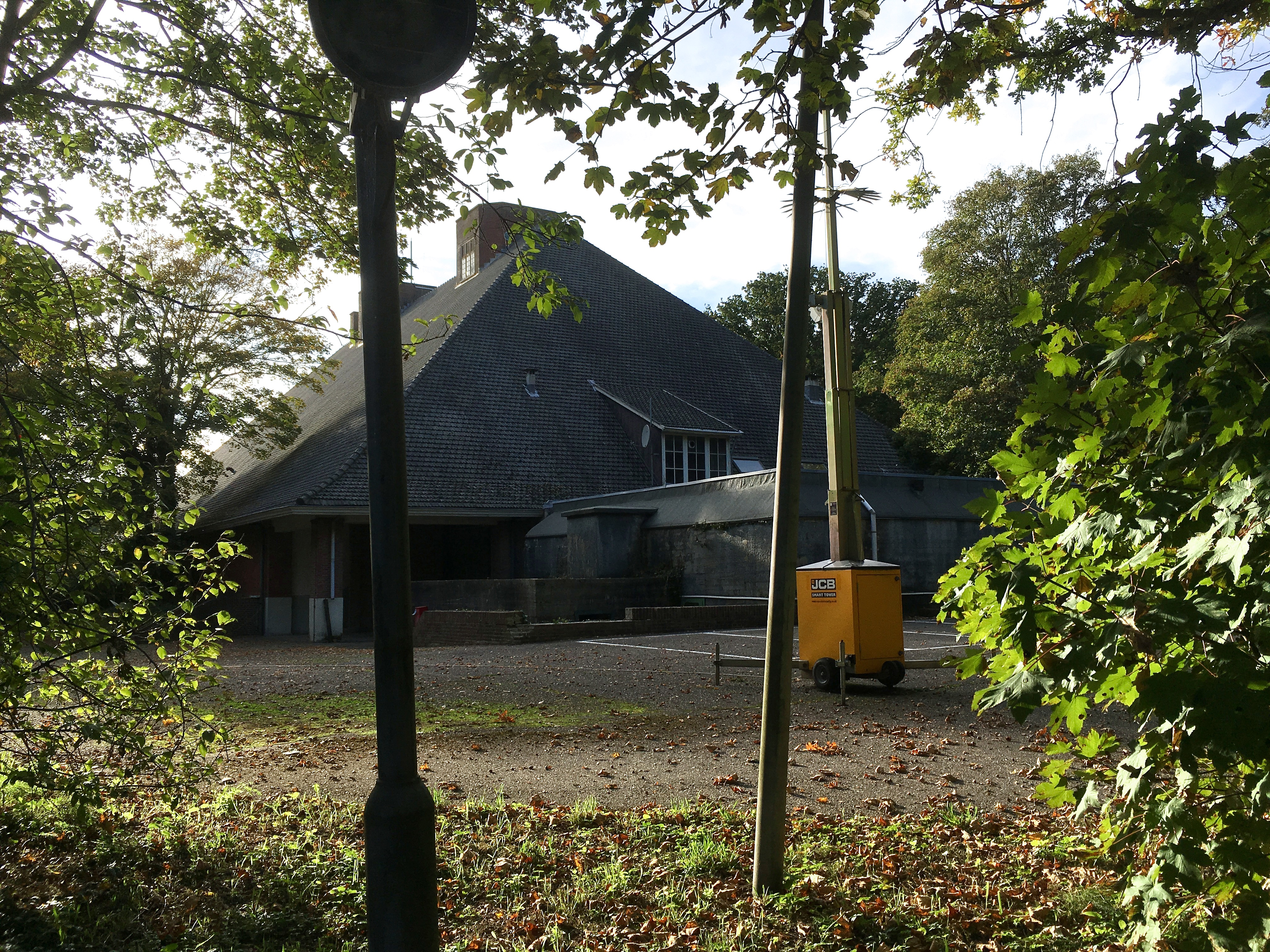
Vanaf het noorden gezien
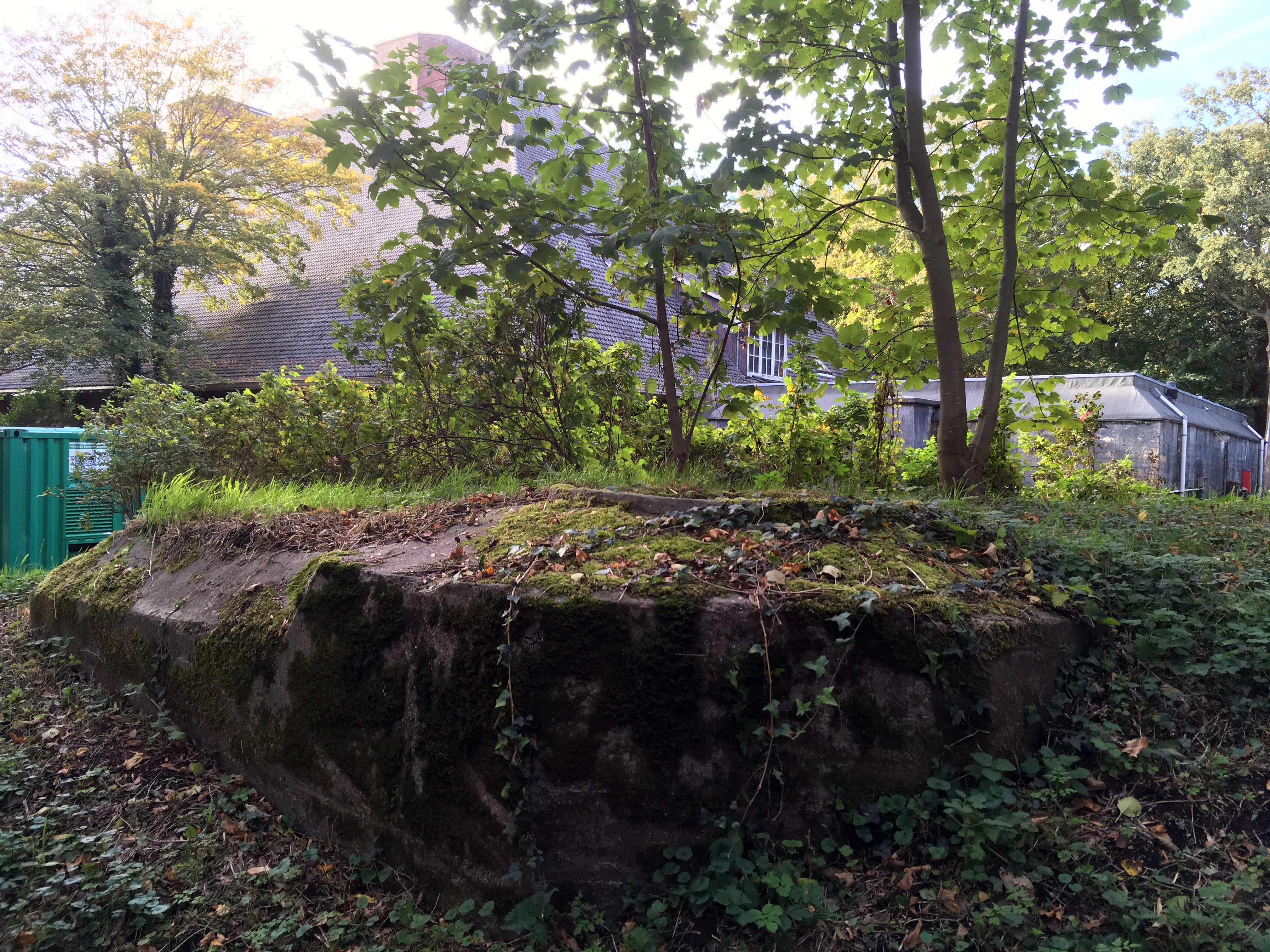
Tobruk bunker, ter verdediging van de commandobunker
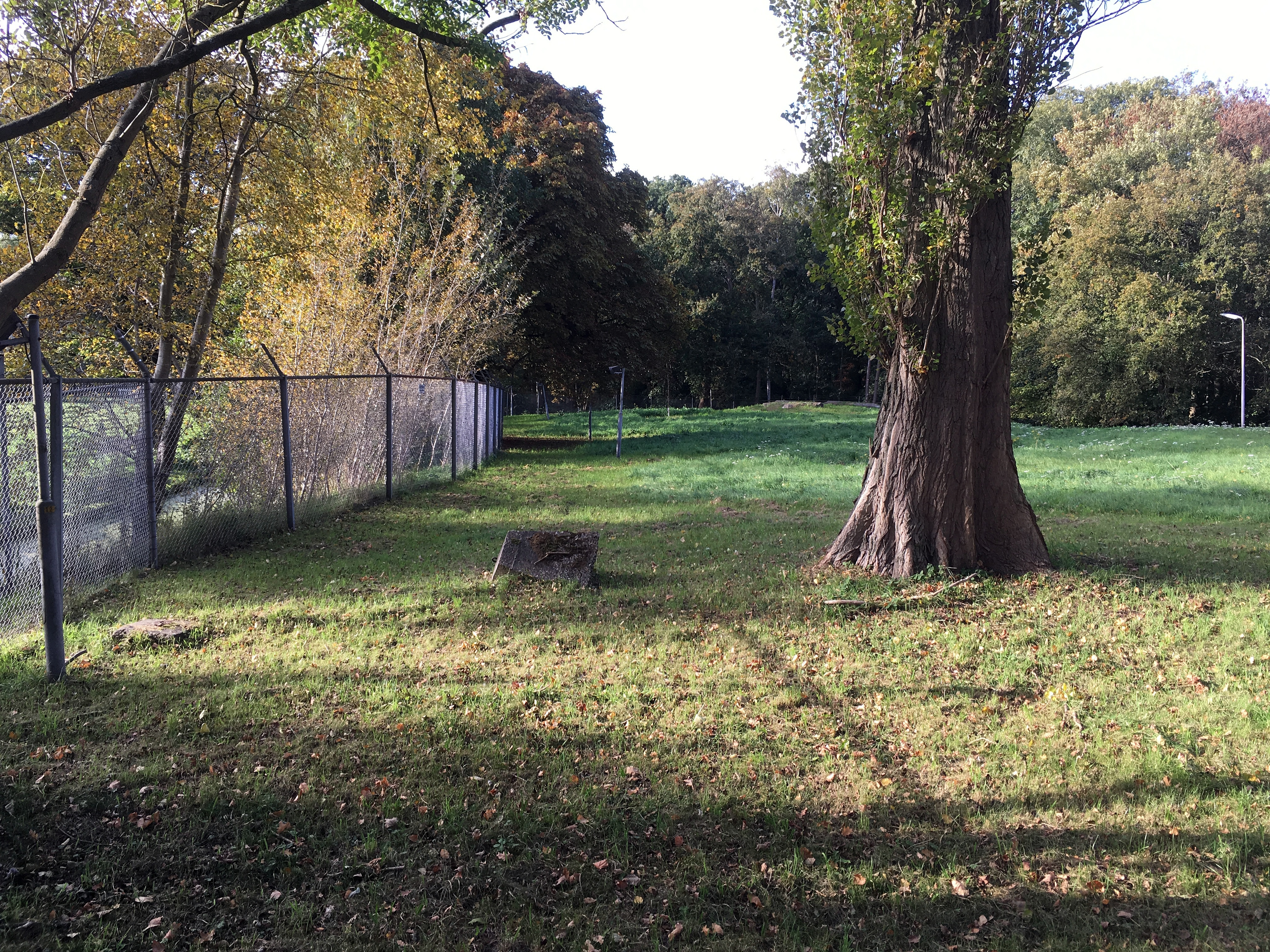
In de verte de tweede Tobruk bunker
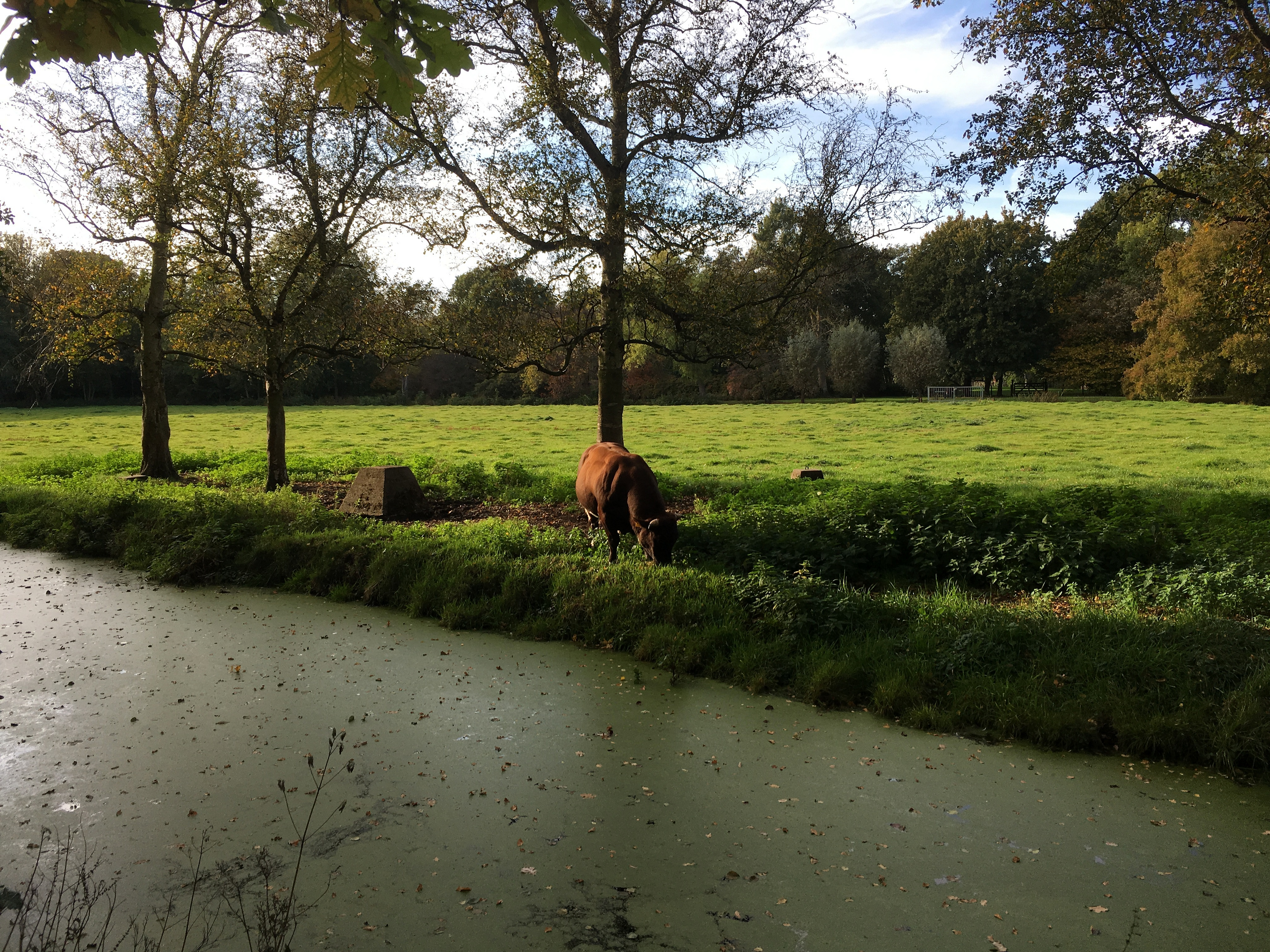
Losse objecten in de directe omgeving
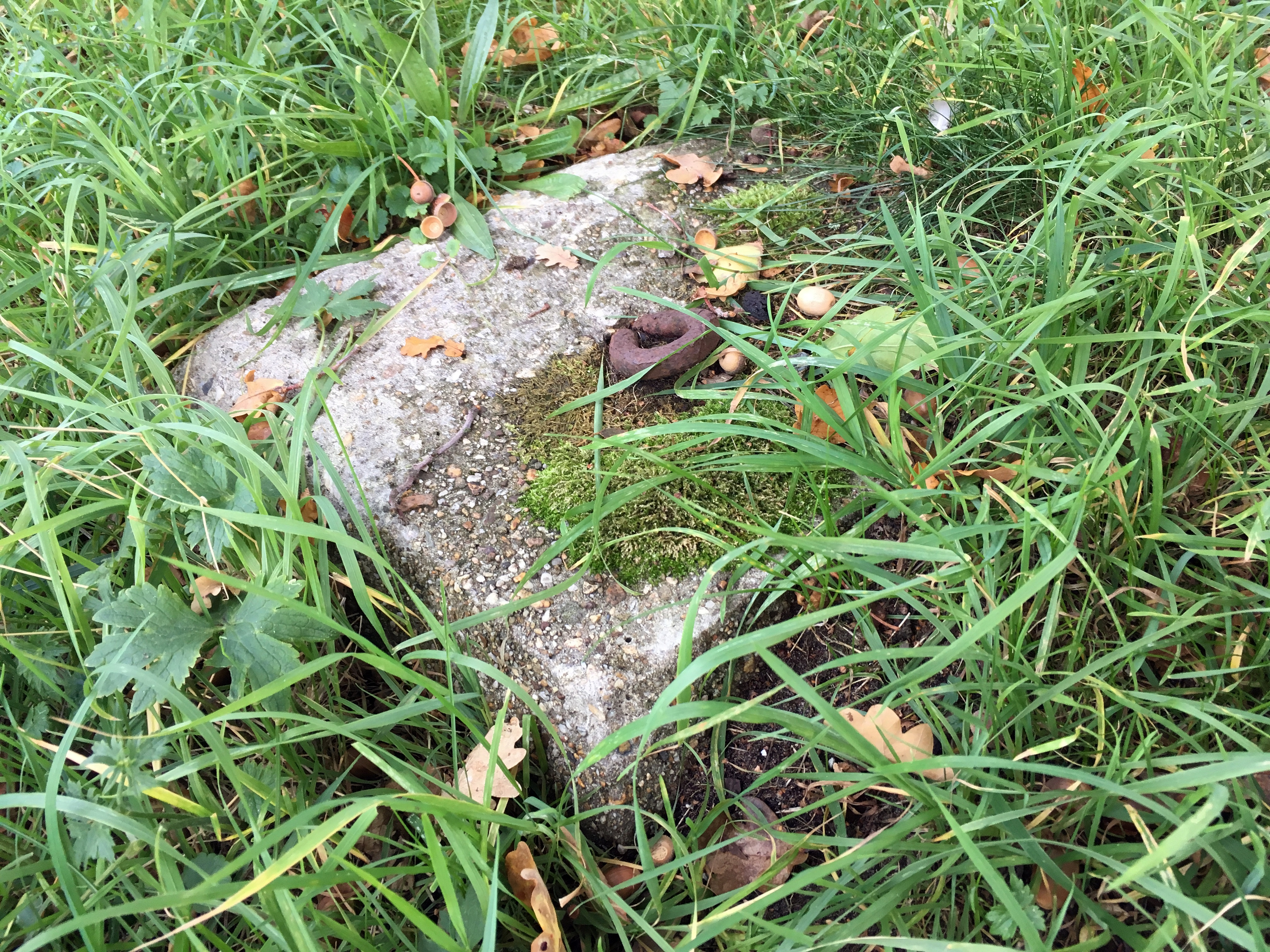
Tuifundering behorende bij zendmast van dichtbij

## Externe verwijzingen
- Kees Neisingh, amateurhistoricus en buurtbewoner toont de bunker en vertelt over de totstandkoming er van.
- Een kijkje in de Seyss-Inquartbunker op landgoed Clingendael, youtube.com, gezien 2024-05-21